# Sixeonotopsis crassicornis
Sixeonotopsis crassicornis är en insektsart som beskrevs av Carvalho och Schaffner 1974. Sixeonotopsis crassicornis ingår i släktet Sixeonotopsis och familjen ängsskinnbaggar. Inga underarter finns listade i Catalogue of Life.